# Biciliopsis
Biciliopsis — рід грибів родини Chaetothyriaceae. Назва вперше опублікована 1997 року.

## Класифікація
До роду Biciliopsis відносять 2 види:
- Biciliopsis cladoniae
- Biciliopsis leptogiicola